# 다른 우리 (A-HA!)
〈다른 우리 (A-HA!)〉는 2022년에 발매된 대한민국의 보이 그룹 펜타곤의 멤버 진호와 키노가 부른 《@계정을 삭제하였습니다》의 OST이다.